# Andreas Kuhnert
Andreas Kuhnert (* 5. Februar 1951 in Chemnitz, DDR; † 11. Dezember 2019 in Brandenburg an der Havel) war ein deutscher Politiker (SPD) und Theologe. Vom Oktober 1990 bis zum Oktober 2015 war er Mitglied des Landtages Brandenburg.

## Leben
Andreas Kuhnert war der Sohn eines Pfarrers und einer Lehrerin und wuchs mit drei Schwestern auf. Er besuchte zunächst die Grundschule in Schönnewitz (Kreis Oschatz) und beendete 1967 die POS in Limbach-Oberfrohna (Kreis Karl-Marx-Stadt-Land). Anschließend machte er bis 1970 eine Berufsausbildung mit Abitur zum Werkzeugmacher im VEB Carl Zeiss Jena. 1968 lehnte er als einziger von 220 Lehrlingen die Unterzeichnung einer Resolution ab, die die Niederschlagung des „Prager Frühlings“ als „Niederschlagung der Konterrevolution“ begrüßte. Sein Antrag auf ein Studium der Mathematik wurde daher wegen „gesellschaftspolitischer Unreife“ von der TU Dresden abgelehnt. 1970 begann er dafür ein Theologiestudium in Jena, wurde aber wegen Waffendienstverweigerung exmatrikuliert. Er arbeitete von 1970 bis 1971 als Bühnentechniker am Stadttheater Jena und konnte von 1971 bis 1977 wieder Theologie an den Kirchlichen Hochschulen Naumburg, Leipzig und Berlin studieren. Er leistete 1977/78 sein Vikariat in Berlin und Netzen ab und war von 1979 bis 1990 in Netzen als Pfarrer tätig.
Andreas Kuhnert war geschieden, hatte drei Kinder und wohnte in Lehnin. Er erlag am 11. Dezember 2019 den Folgen eines Schlaganfalls.

## Politik
Andreas Kuhnert leistete seit 1978 Oppositionsarbeit unter dem Dach der Evangelischen Kirche, war Mitglied im „Arche-Netzwerk für Umweltschutz und Menschenrechte“ sowie im Kirchenausschuss für „Frieden, Gerechtigkeit, Bewahrung der Schöpfung“. 1989 engagierte Andreas Kuhnert sich als Mitglied im Neuen Forum und bei Demokratie Jetzt. Er war in der Zeit des Umbruchs 1989/90 Mitglied am Runden Tisch des Kreises Brandenburg-Land. Am 30. Januar 1990 war er Mitbegründer der SPD im Landkreis und von 1990 bis 1994 Mitglied des Kreistages Brandenburg-Land und 1994/95 Mitglied des Kreistages Potsdam-Mittelmark. Von 2014 bis 2015 gehörte er wieder diesem Kreistag an.
Kuhnert war von September 2008 bis November 2019 Mitglied und von Oktober 2008 bis August 2019 Vorsitzender der Gemeindevertretung Kloster Lehnin. Weiterhin war Andreas Kuhnert Vorsitzender des SPD-Ortsvereins.
Seit Oktober 1990 war Andreas Kuhnert Mitglied des Landtages Brandenburg. Er zog stets über ein Direktmandat in den Landtag ein. Zuletzt erreichte er 2014 im Wahlkreis Brandenburg an der Havel I/Potsdam-Mittelmark I 39,0 % der Erststimmen. In der 5. Wahlperiode saß er für seine Fraktion seit 2004 im Ausschuss für Wissenschaft, Forschung und Kultur und seit 2010 zusätzlich im Rechtsausschuss. In den vorangegangenen Parlamentsjahren war er in verschiedenen Ausschüssen vertreten. Als einfaches Mitglied war er im Ausschuss für Landesentwicklung und Umweltschutz (1990 bis 1994), im Ausschuss für Arbeit, Soziales, Gesundheit und Frauen (1994 bis 2004), im Ausschuss für Europaangelegenheiten und Entwicklungspolitik (1994 bis 1999, 2009 bis 2010), im Rechtsausschuss (1999 bis 2004) und im Ausschuss für Bildung, Jugend und Sport (2004 bis 2005). Am 31. Oktober 2015 legte er sein Landtagsmandat wegen einer Krebserkrankung nieder, die jedoch in den folgenden Jahren gut behandelt werden konnte.